# Torn, Korpo
För andra betydelser, se Torn (olika betydelser).
Torn är en ö i Finland. Den ligger i Skärgårdshavet och i kommunen Pargas i den ekonomiska regionen  Åboland i landskapet Egentliga Finland, i den sydvästra delen av landet. Ön ligger omkring 66 kilometer sydväst om Åbo och omkring 190 kilometer väster om Helsingfors. Torn ligger 10 meter över havet.
Öns area är 3,8 hektar och dess största längd är 240 meter i öst-västlig riktning.